# Ratpenat cuallarg de Kenya
El ratpenat cuallarg de Kenya (Tadarida lobata) és una espècie de ratpenat de la família dels molòssids que es troba a Kenya i Zimbàbue.